# Ishøj Havn
Ishøj havn er et havneanlæg beliggende i Ishøj Strand. Havnen er opbygget af fire havneøer. Ishøj Havn er en af de største lystbådehavne i Danmark.

## Eksterne links
- Ishøj Havns hjemmeside
- Ishøj Sejlklubs hjemmeside
- Sydkystens Sejlklubs hjemmeside Arkiveret 8. marts 2017 hos  Wayback Machine
- Ishøj Søspejdere

|  | Denne artikel om en bygning eller et bygningsværk kan blive bedre, hvis der indsættes et (bedre) billede. Du kan hjælpe ved at afsøge Wikimedia Commons for et passende billede eller lægge et op på Wikimedia Commons med en af de tilladte licenser og indsætte det i artiklen. |

55°36′39.54″N 12°23′24.78″Ø / 55.6109833°N 12.3902167°Ø